# Гай Юлий Юл (консул 489 пр.н.е.)
Вижте пояснителната страница за други личности с името Гай Юлий Юл.
Вижте пояснителната страница за други личности с името Юлий Юл.
Гай Юлий Юл (на латински: Caius Iulius Iullus) e римски политик през 5 век пр.н.е. През 489 пр.н.е. той е избран за консул заедно с Публий Пинарий Мамеркин Руф.
Гай Юл произлиза от патрицианската фамилия Юлии, клон Юлий Юл. Баща е на Гай Юлий Юл (консул 482 пр.н.е., децемвир 451 пр.н.е.) и на Вописк Юлий Юл (консул 473 пр.н.е.).